# Mid90s
Mid90s (estilizado como mid90s, bra:Anos 90) é um filme de amadurecimento de comédia dramática americano escrito e dirigido por Jonah Hill. Estrelado por Sunny Suljic, Lucas Hedges e Katherine Waterston, retrata a vida de um garoto de 13 anos que passa a viver grande parte do seu tempo com um grupo de skatistas em Los Angeles nos anos 90.
A estreia mundial do filme ocorreu no Festival Internacional de Cinema de Toronto, em 9 de setembro de 2018, sendo lançado nos cinemas dos Estados Unidos em 19 de outubro de 2018, por intermédio da A24. Aclamado pela crítica, recebeu elogios em relação à estreia de Hill como diretor.

## Elenco
- Sunny Suljic como Stevie "Sunburn"
- Katherine Waterston como Dabney, mãe de Ian e Stevie
- Lucas Hedges como Ian, irmão de Stevie
- Gio Galicia como Ruben
- Na-Kel Smith como Ray
- Olan Prenatt como Fuckshit
- Ryder McLaughlin como Fourth Grade
- Alexa Demie como Estee

## Recepção

### Bilheteria
Mid90s arrecadou US$ 249 500 após exibição em quatro salas de cinema durante a semana de abertura, tendo média de US$ 62 375. Seguidamente, foi expandido para 1 206 salas de cinema, arrecadando US$ 3 milhões, terminando, à época, na décima posição de arrecadação.

### Crítica profissional
No Metacritic, o filme tem pontuação de 66 de 100 pontos, baseada em 40 críticas que indicam análises favoráveis. No agregador de avaliações Rotten Tomatoes, o filme tem aprovação de 77% com base em 134 análises, e média de 6,9/10."
Sarah Kurchak, do Consequence of Sound, escreveu: "Como roteirista e diretor, Hill demonstra uma empatia cativante e encorajadora pelos seus personagens, criando o retrato de um adolescente que permite sentir qualquer emoção e qualquer decisão — desde a mais comum até a mais tapada — para que exista sem qualquer ironia, julgamento ou condescendência." Barry Hertz, do The Globe and Mail, escreveu: "Mid90s não parece ser a recriação de uma era, mas um artefato desta. Há uma narrativa previsível e lamentável no final, mas, por outro lado, Hill estreou de forma permanente." Eric Kohn, do portal IndieWire, escreveu: "A história de Hill tem semelhança com "Freaks and Geeks", "Kids" e com as narrativas juvenis de Shane Meadows; por outro lado, Hill injeta confiança instantânea na demonstração de uma temática skatista."